# Thyia
Comme nom singulier, Thyia (en grec ancien : Θυία / Thyía) prête à confusion et représente un personnage ambigu ; il est fait mention dans les textes d'une Thyia, la première prêtresse de Dionysos ; dans la mythologie grecque, c'est la fille de Deucalion et de Pyrrha[réf. nécessaire]. Zeus la rend mère de Magnès et Macédon. Celle-ci ne doit pas être confondue avec Thyia, fille de Castalios, dont parle Pausanias. Comme nom pluriel, les Thyia (τὰ Θυῖα) désignent la fête de Dionysos à Élis.

## Mythologie
L'antiquité de ce collège[Lequel ?] peut être inférée du rôle que Thyia, leur éponyme et fondatrice, joue dans la légende de Delphes. Elle figurait parmi les héroïnes de la fresque de Polygnote dans la Lesché des Cnidiens. Pausanias écrit que Thyia était la fille de l’autochtone Castalios, et qu’elle eut Delphos d'Apollon ; que d’ailleurs elle fut aimée de Poséidon ; qu’enfin elle fut la première prêtresse de Dionysos et qu'elle inventa les mystères de ce dieu : en sorte que la légende mettait Thyia, personnification légendaire des femmes du pays delphique, en rapport avec les trois grands dieux de Delphes, Apollon, Poséidon et Dionysos.

## Notice historique
Les analogies permettent de croire que ce collège des femmes attiques était formé d'un nombre déterminé de membres : à Sparte, les prêtresses dionysiaques étaient au nombre de onze ; à Élis, les femmes auxquelles était réservé le soin de célébrer les Thyiades étaient au nombre de seize. Dans cette cité, un miracle se jouait tous les ans au cours de la fête des Thyia : trois urnes qu'on avait mises vides dans un bâtiment spécial s'emplissaient de vin pendant la nuit,.

## Sources
- Pausanias, Description de la Grèce [détail des éditions] [lire en ligne],  Livre X (Phocide), 4, 3.
- Catalogue des femmes [détail des éditions], fr. 7 MW.